# 劉懋賞

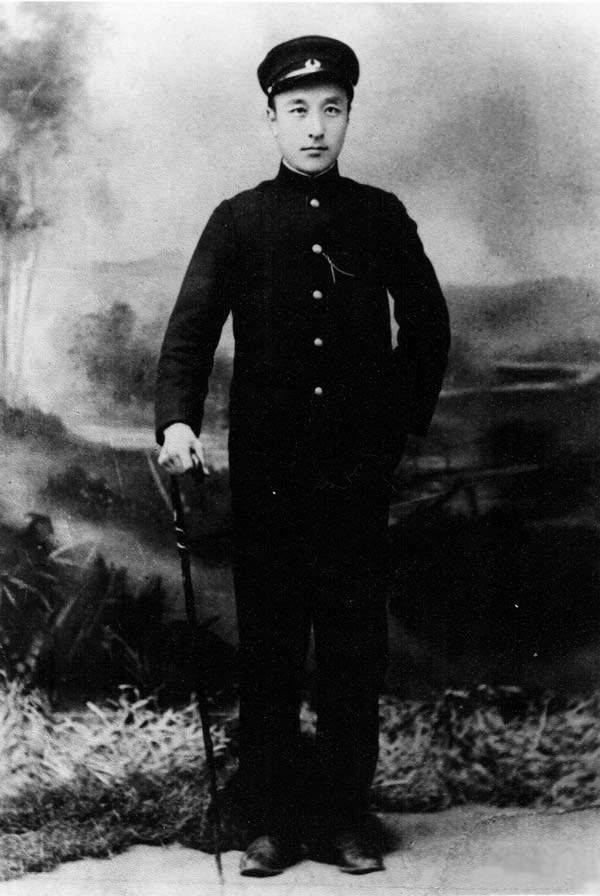

刘懋赏（1870年—1931年），字劝功，山西平鲁县安太堡村人。中国民主革命家、实业家。

## 生平
刘懋赏早年入山西令德堂学习，清朝光绪廿八年（1902年）考入山西大学中斋，并于同年中举。光绪卅年（1904年）春，刘懋赏作为山西大学中斋高等科优秀生，被选送赴日本明治大学分校经纬学堂速成师范班留学，于1905年毕业，其间加入同盟会。回到中国后，他曾经动员同学赴日本留学。他还创办《晋阳学报》（后改称《晋阳公报》），又和同学创办山西中学堂。
此前，英国福公司于光绪廿六年（1900年）经清政府批准订有合同，包采平定、孟县、潞安、泽州、平阳府各处矿产六十年，后来因为义和团运动爆发而未能进行开采。光绪卅一年（1905年），福公司在阳泉准备开采矿产。1906年，刘懋赏发起争矿权运动，收回了矿权，随后在阳泉成立保晋矿务公司。
宣统元年（1909年），刘懋赏任山西学务公所议绅，1910年他被推為资政院议员。他在朔县同他人创办广裕水利公司，并改建六合水利公司。
辛亥革命爆发后，刘懋赏任南京临时参议院、北京临时参议院议员，后当选民元国会参议院议员。1912年刘懋赏任归化关监督，在袁世凯任中华民国临时大总统后离职，回山西省之后，因为和阎锡山政见不合，遂不再过问政事，专心办实业。曾开办富山水利公司。
1927年中原大战爆发，刘懋赏任山西各界组织的救济委员会会长，救济战乱中的受难百姓。晚年刘懋赏身体欠佳且失明。1931年5月6日刘懋赏去世，遗体安葬在今平鲁区安太堡村附近。